# Anangu Pitjantjatjara Yankunytjatjara
Pour les articles homonymes, voir APY.
Anangu Pitjantjatjara Yankunytjatjara (APY)  est une zone d'administration locale aborigène située à l'extrémité nord-ouest de l'État d'Australie-Méridionale, en Australie.
Ce conseil a été créé en 1981 par l'adoption du Yankunytjatjara Anangu Pitjantjatjara Land Rights Act, 1981 par le Parlement d'Australie méridionale attribuant la région aux tribus locales : les Pitjantjatjara, les Yankunytjatjara et les Ngaanyatjarra ou Anangu.
Son économie repose sur le tourisme.
Toutes les maisons disposent du téléphone, télévision, internet et le courrier est distribué par avion deux fois par semaine à partir d'Alice Springs.
La région possède des réserves minérales et pétrolières importantes qui ne sont pas exploitées.

## Démographie
En 2016, 83,6 % de la population de Anangu Pitjantjatjara Yankunytjatjara est aborigène.
12,9 % de la population déclare ne parler que l'anglais à la maison, alors que 65,6 % de la population déclare parler le pitjantjatjara, 3,0 % l'arrernte occidental, 0,3 % le warlpiri et 0,2 % le ngaanyatjarra.